# Tip 61
Tip 61 (japanski:61式戦車) je bio glavni borbeni tenk kojeg je financirala i koristila japanska vojska, a proizvodio ga je Mitsubishi Heavy Industries. Razvoj je počeo 1955., a prvi primjerak je završen u travnju 1961. godine. U nazivu Tip 61, broj označava godinu kada je dovršen prvi primjerak. Ukupno 560 Tip 61 tenkova je prozvedeno između 1961. do 1975., kada ga je u proizvodnji zamijenio moderniji Tip 74.

## Povijest
Kada je formirana japanska kopnena vojska (1950.), jedan od prvih zahtijeva i potreba bili su tenkovi. Poslije Drugog svjetskog rata Japan nije bio u mogućnosti razviti svoje tenkove. Industrija je bila uništena, a Japan je bio prisiljen na uvoz tenkova i ostale vojne tehnologije. Kako bi pomogao Japanu, SAD je opskrbio Japansku vojsku s M4 Sherman i M24 Chaffee tenkovima. Isporučeno je i nekoliko američkih M47 Patton tenkova, ali su brzo povučeni zbog svoje velike težine i teškog transporta između japanskih otoka. Godine 1954., započeo je razvoj prvog japanskog tenka poslije Drugog svjetskog rata. Prva četiri prototipa bila su dovršena 1957. godine, dva ST-A1 i dva ST-A2. Kasnije su napravljena još dva ST-A3 i deset ST-A4 tenkova, koji su bili skoro identični gotovom serijskom tenku. Tenk je dobio naziv Tip 61, a prvi serijski primjerak je dovršen 1962., sljedećih deset 1963., dvadeset 1964., trideset 1965. i još trideset 1966. godine. Do 1970. godine, 250 tenkova je bilo izgrađeno, a do kraja proizvodnje je napravljeno ukupno 560 tenkova.

## Opis
Tijelo tenka Tip 61 napravljeno je od čelika. Vozač sjedi u prednjem dijelu s desna i opremljen je s tri periskopa. Kupola je napravljena od lijevanog čelika. Razmiještaj u kupoli je isti kao i kod većine ostalih tenkova, zapovjednik i topnik sjede desno, dok punitelj sjedi lijevo. Ispred zapovjednika sjedi topnik, koji je opremljen teleskopom i periskopom koji su montirani na kupoli. Punitelj je opremljen s jednim periskopom koji je montiran na kupoli. Tip 61 pokreće 570 KS snažan 12-cilindrični Dieselov motor Mitsubishi Type 12 HM 21 koji prenosi snagu preko Mitsubishijevog ručnog mjenjača. Suspenzija je tipa torzijskih poluga. 
Glavno naoružanje tenka čini 90 mm top,  kojeg je proizveo Japan Steel Works. Smatra se da je ovaj top daje tenku preslabu vatrenu moć. Kao sekundarno naoružanje postavljena je jedna 7,62 mm suspregnuta strojnica, a na zapovjednikovu kupolu je montirana 12,7 mm strojnica. Tip 61 nema NBC sustav zaštite. Neki modeli su opremljeni s infracrvenim vizorom.

## Verzije
- Tip 67 AVLB - Oklopni pokretni most (67式戦車橋)
- Tip 67 AEV - Oklopno inženjerijsko vozilo
- Tip 70 ARV - Oklopno vozilo za popravke (70式戦車回収車)
- Tip 61 - Trening vozilo

## Korisnici
- Japan - 560 u službi između 1961. i 2000. godine.